# Barbara Habič Pregl
Barbara Habič Pregl, profesorica, slovenska mladinska pisateljica, založnica, učiteljica joge * 22. julij 1958, Ljubljana.

## Življenje in delo
Osnovno in srednjo šolo je obiskovala v Ljubljani. Leta 1985 je doštudirala filozofijo in primerjalno književnost na Filozofski fakulteti v Ljubljani. Po izobrazbi je profesorica, vendar ni nikoli poučevala.  V letih 1978-1992 je objavljala članke s področja kulture (predvsem filma  in gledališča) v Ekranu, Mladini , Naših razgledih, Nedeljskem dnevniku, sarajevskem Odjeku in reviji Sodobnost . Zadnjih deset let pa je objavljala tudi v revijah Albert, Otrok in družina, Rože in vrt  in Vrtnar.
Deset let (1982-1992) je bila zaposlena v Mladinski knjigi ter galeriji Ars, kjer je kot samostojna galeristka soooblikovala razstavni program in skrbela za knjigarno in fotografske razstave. Od leta 1992 do leta 1999 je delala kot glavna urednica založbe EWO, kjer je uredila nekaj likovnih monografij. Leta 2000 je ustanovila svojo založbo Arkadija , kjer je zaposlena še danes (maj 2011).
Je avtorica več knjig, predvsem knjig za otroke in mladino.
Barbara Habič Pregl je poročena s pisateljem Slavkom Preglom, s katerim imata dva sinova in s karerim sta skupaj izdala knjigo Piran: zgodbe in legende (2022). Živi v Ljubljani.

### Poučevanje joge
Barbara Habič Pregl je opravila dvoletni - 400 urni program šolanja v učiteljskem tečaju Joga center Devi . Kot ena prvih Slovenk se je v Berlinu pri Dini Rodrigues usposobila za poučevanje programa joge za hormonsko ravnovesje. Jogo poučuje v joga studiu Sadhana in je urednica internetne strani Joga portal (marec 2012).

## Nagrade in priznanja
Za knjigo Babičina hiša je Barbara Habič Pregl prejela znak kakovosti Zlata hruška.